# Corynosoma bullosum
Corynosoma bullosum är en hakmaskart som först beskrevs av Otto Friedrich Bernhard von Linstow 1892.  Corynosoma bullosum ingår i släktet Corynosoma och familjen Polymorphidae. Inga underarter finns listade i Catalogue of Life.